# Fornillos de Fermoselle
Fornillos de Fermoselle es una localidad española perteneciente al municipio de Villar del Buey, en la provincia de Zamora, y la comunidad autónoma de Castilla y León.
Su término pertenece a la histórica y tradicional comarca de Sayago. Junto con las localidades de Cibanal, Formariz, Pasariegos, Pinilla de Fermoselle y Villar del Buey, conforma el municipio de Villar del Buey.

## Geografía física

### Ubicación

Municipio de Villar del Buey.

Fornillos se encuentra situado en el suroeste zamorano. Dista 51 km de Zamora capital. 
Pertenece a la comarca de Sayago. Se integra dentro de la Mancomunidad Sayagua, partido judicial de Zamora y a la diócesis de Zamora.
No posee ayuntamiento propio. Se encuentra integrado dentro del término municipal de Villar del Buey.
Está dentro del parque natural de Arribes del Duero, un espacio natural protegido de gran atractivo turístico.
| Noroeste: Picote (Portugal)  | Norte: Mámoles | Noreste: Palazuelo de Sayago |
| Oeste: Pinilla de Fermoselle |                | Este: Formariz               |
| Suroeste: Fermoselle         | Sur: Cibanal   | Sureste: Cibanal y Formariz  |

## Historia
En la Edad Media, Fornillos quedó integrado en el Reino de León, época en que habría sido repoblado por sus monarcas en el contexto de las repoblaciones llevadas a cabo en Sayago, datando su primera referencia escrita del siglo XIII.
Desde el año 1272 hasta el siglo XIX perteneció a la jurisdicción de la villa de Fermoselle, en el que además de Fornillos estuvieron integradas las aldeas de Pinilla y Cibanal.
En el año 1537 el obispo de Zamora como propietario de todo el término de Fornillos lo  entrega a foro perpetuo a sus vecinos, el cual estuvieron pagando hasta el siglo XIX.
Durante la Edad Moderna, Fornillos estuvo integrado en el partido de Sayago de la provincia de Zamora, tal y como reflejaba en 1773 Tomás López en Mapa de la Provincia de Zamora.
Así, al reestructurarse las provincias y crearse las actuales en 1833, la localidad se mantuvo en la provincia zamorana, dentro de la Región Leonesa, integrándose en 1834 en el partido judicial de Bermillo de Sayago, dependencia que se prolongó hasta 1983, cuando fue suprimido el mismo e integrado en el partido judicial de Zamora.

## Fauna y flora
El «Jebreral» de Fornillos es el bosque más extenso y mejor conservado de alcornocales —conocido localmente como jebrera— de los escasos existentes en la provincia de Zamora y en el parque natural de Arribes del Duero. Su presencia se extiende por una superficie fragmentada de unas 42 ha al oeste de la localidad, principalmente en los parajes de La Moscosa, Rieta del Pozo, La Llobaguera y Valduyán, todos situados a una altitud que ronda entre los 690 y 760 m. En general, el paisaje entremezcla vigorosos árboles de hasta 10 m de altura —de copas redondeadas y densas con robustos troncos— con otros ejemplares más jóvenes. El paisaje se completa con un sotobosque en el que prima la jara y el cantueso junto con matas de piorno, escoba amarilla, torvisco, entre otras. También hay algún plantón de alcornoque, encinas (subsp. ballota) y enebros (subsp. badia).
Desde el lobo, pasando por la garduña, jineta, zorro, perdiz, anfibios, etc.

## Geografía humana

### Demografía
| Gráfica de evolución demográfica de Fornillos de Fermoselle entre 1842 y 1981 |
| |
| Población de derecho según los censos de población del INE Población de hecho según los censos de población del INEEntre el censo de 1857 y el anterior, crece el término del municipio porque incorpora a 49073 (Formariz) y 495095 (Pinilla de Fermoselle) Entre el censo de 1981 y el anterior, crece el término del municipio porque incorpora a 49073 (Formariz) Entre el censo de 1930 y el anterior, disminuye el término del municipio porque independiza a 49073 (Formariz) Entre el censo de 1991 y el anterior, este municipio desaparece porque se integra en el municipio 49264 (Villar del Buey) |

| 2000 | 2001 | 2002 | 2003 | 2004 | 2005 | 2006 | 2007 | 2008 | 2009 | 2010 | 2011 | 2012 | 2013 | 2014 | 2015 | 2016 | 2017 | 2018 | 2019 | 2020 | 2021 |
| 103  | 99   | 92   | 93   | 90   | 88   | 83   | 83   | 79   | 81   | 77   | 74   | 68   | 64   | 63   | 63   | 62   | 60   | 57   | 57   | 56   | 54   |

## Patrimonio
La parroquia de San Martín de Tours es el principal monumento del pueblo.
Las diversas fuentes a lo largo y ancho del término municipal, que tienen un carácter eminentemente romano o el Potro en el centro de la localidad constituyen un valioso patrimonio etnográfico.
Respecto al patrimonio arqueológico, destacan diversos yacimientos en su término municipal.

## Cultura

### Música
Existe una rica tradición musical transmitida de generación a generación, como prueba el siguiente fragmento de romance cantado:
| Apártate mora bella, apártate, mora linda, deja beber mi caballo de esta agua cristalina. No soy mora, caballero,que soy cristiana cautiva; me cautivaron mis padres siendo pequeñita niña. ¿Quieres venirte conmigo, para mi caballeriza?. Y estos pañuelos que lavo, ¿dónde yo los dejaría? Los de seda y los de hilo para mi caballeriza, y los que no valen nada el agua los llevaría. Y mi honra, caballero, ¿dónde yo la dejaría? En la punta de mi espada de tu corazón cautiva. Al subir a la montaña la mora ya suspira. ¿Por qué suspiras, morita, por qué suspiras, mi vida? ¿Cómo no voy a suspirar siendo aquí donde vivía con mi padre, el Aguileño, y mi hermano y compañía? Su padre la recibió con muchísima alegría, y luego le preguntaba lo que los moros le hacían. Los moritos son muy buenos y tienen muchas haciendas; adonde yo trabajaba, trabajan más de cincuenta. |